# Филатов, Нил Фёдорович
Нил Фёдорович Фила́тов (21 мая [2 июня] 1847 (по другим сведениям — 4 [16] апреля 1847), Пензенская губерния — 26 января [8 февраля] 1902, Москва) — русский врач, основатель русской педиатрической школы. Дядя известного офтальмолога Владимира Филатова.

## Биография
Родился в 1847 году в селе Михайловка Саранского уезда Пензенской губернии (ныне Лямбирский район Республики Мордовия) в дворянской семье. Родители — Фёдор Михайлович Филатов и Анна Авраамовна, урождённая Шахова, — вырастили семерых сыновей, и пятеро из них выбрали сферой своей профессиональной деятельности медицину: Михаил (инженер); Абрам (акушер-гинеколог), Нил (педиатр), Пётр (хирург и окулист — отец В. П. Филатова), Фёдор (земский врач), Борис (юрист) и Николай (врач).
В 1859 году Нил Филатов поступил во второй класс Пензенского дворянского института, где одновременно обучались ещё три его брата. С 1864 года он учился на медицинском факультете Московского университета. В 1866 году в Москве одновременно учились шесть родных братьев Филатовых и два двоюродных брата; жили они на паевых началах в квартире в районе Волхонки в Антипьевском переулке; по хозяйству им помогала их тётка, сестра отца — Наталья Михайловна Филатова. Возрастной состав этого общежития был очень разнообразен: от студентов различных курсов и факультетов до гимназиста первого класса. Во время учёбы в Московском университете особое влияние на формирование Филатова как врача оказали Г. А. Захарьин и Н. А. Тольский.
После окончания университета с отличием в 1869 году Нил Филатов начал работать земским врачом в родном Саранском уезде. В это время он женился на дочери местного помещика, Юлии Николаевне Смирновой. После сдачи в Москве, в 1871 году, экзаменов на докторскую степень уехал за границу для продолжения образования по программе, составленной Н. А. Тольским. В течение 1872—1874 годов он изучал детские болезни в клиниках и больницах Вены, Праги, Парижа, Берлина, Гейдельберга.
Вернувшись в Москву в феврале 1875 года, поступил на работу ординатором Софийской детской больницы. В 1876 году защитил диссертацию «К вопросу об отношении бронхита к острой катаральной пневмонии», получил степень доктора медицины и, по прочтении двух пробных лекций («Об отношении ветряной оспы к настоящей оспе» и «О происхождении и развитии катаральной пневмонии») с марта 1877 года стал читать лекции на медицинском факультете Московского университета в качестве приват-доцента.
С июля 1889 года Филатов был назначен экстраординарным профессором по кафедре детских болезней медицинского факультета Киевского университета, но он по семейным обстоятельствам отказался от этого назначения, и должность занял В. Е. Чернов. С 1891 года Филатов стал экстраординарным профессором кафедры детских болезней медицинского факультета и руководителем клиники детских болезней, открытой на средства московского купца М. А. Хлудова; с 1898 года — ординарный профессор.
В 1897 году он был руководителем педиатрической секции 12-го Международного конгресса врачей, проходившего в Москве.
Умер от инсульта в Москве 26 января (8 февраля) 1902 года. Похоронен на Ваганьковском кладбище (15 уч.).

## Научные исследования
Н. Ф. Филатов развивал клинико-физиологическое направление в педиатрии, создал крупную школу отечественных педиатров. Он был организатором и председателем Общества детских врачей Москвы (1892).
Работая в детской больнице в Москве, он привлекал много слушателей, студентов и врачей. В этот период он выделил в качестве отдельных нозологических форм скарлатинозную краснуху, инфекционный мононуклеоз (болезнь Филатова), описал один из ранних признаков кори — отрубевидное шелушение слизистой оболочки рта (пятна Бельского — Филатова — Коплика), поражение сердца при скарлатине.
Результатом систематизации наблюдений и выводов Филатова стали несколько учебников, выдержавших в короткий срок много изданий; он является автором свыше 70 научных трудов, среди которых: «Лекции об острых инфекционных заболеваниях» (М., 1885; 4 издания), «Семиотика и диагностика детских болезней» (М., 1890; 9 изданий, переводы на немецкий, французский, итальянский, чешский, японский и венгерский языки), «Краткий учебник детских болезней» (М., 1893; 12 изданий), «Клинические лекции» (М., 1900).
Совместно с Г. Н. Габричевским ввел сывороточное лечение дифтерии.

## Увековечение памяти
- Санкт-Петербург. 31 декабря 1834 года по инициативе лейб-медика Н. Ф. Арендта под патронатом императора Николая I в доме полковника Оливье недалеко от Аларчина моста была открыта первая в России педиатрическая больница — Императорская Николаевская детская больница; затем — Инфекционная больница № 18 имени Н. Ф. Филатова. С 1996 года это Детская клиническая больница № 5 имени Н. Ф. Филатова, расположенная на Бухарестской улице, — крупнейший детский стационар города.
- Москва. С 1922 года имя Филатова носит детская городская клиническая больница № 13 имени Н. Ф. Филатова (Филатовская) — первая в городе детская больница (бывшая Софийская), открытая 6 декабря 1842 на Малой Бронной улице; после пожара 1883 года больница переехала на современный участок, на Садово-Кудринской улице. Имя Нила Филатова носит также Клинический институт детского здоровья Сеченовского университета. В 1960 году в столице были открыты памятники выдающемся врачу и учёному, основателю отечественной педиатрической школы.
- Пенза. Имя Н. Ф. Филатова носит Пензенская областная детская клиническая больница. В 1989 году во дворе этой больницы установлен памятник-бюст учёному.

- Памятник Филатову (скульптор Дмитрий Шварц) в детской Филатовской больнице на Садово-Кудринской в Москве, 1960
- Памятник Филатову (скульптор Владимир Цигаль) в сквере Девичьего поля (на Большой Пироговской) в Москве, 1960
- Памятник Н. Ф. Филатову (скульптор Владимир Курдов) во дворе Пензенской областной детской клинической больницы, носящей его имя, 1989